# سی‌کی است
سی‌کی است (انگلیسی: CK Asset) شرکت املاک و مستغلات هنگ کنگی است، که در سال ۲۰۱۵ تأسیس شد.